# كابل بريكينريدغ
كابل بريكينريدغ هو محامي وسياسي أمريكي، ولد في 14 يوليو 1788 في مقاطعة ألبمارل في الولايات المتحدة، وتوفي في 1 سبتمبر 1823 في فرانكفورت في الولايات المتحدة. نشط حزبياً في الحزب الجمهوري الديمقراطي.